# Légendes démocratiques du Nord

Les Légendes démocratiques du Nord est un ouvrage de l'historien français Jules Michelet.